# Prix du Salon
Le Prix du Salon est une épreuve de cyclisme sur piste annuelle disputée au Vélodrome d'hiver de Paris. Il s'agit d'une course à l'américaine organisée de 1928 à 1958.

## Palmarès
| Année     | Vainqueur                             | Deuxième                              | Troisième                                                   |
| --------- | ------------------------------------- | ------------------------------------- | ----------------------------------------------------------- |
| 1928      | Alessandro Tonani Onésime Boucheron   | Alfred Hamerlinck Jules Van Hevel     | André Marcot Georges Vandenhove                             |
| 1929      | Lucien Louet André Mouton             | Armand Blanchonnet Paul Broccardo     | Alexander Maes Louis Müller                                 |
| 1930      | Adolphe Charlier Roger De Neef        | Armand Blanchonnet Paul Broccardo     | Alexander Maes Louis Müller                                 |
| 1931      | Michel Pecqueux René Hournon          | Adolphe Charlier Roger De Neef        | Octave Dayen André Raynaud                                  |
| 1932      | Georges Lemaire René Martin           | Roger Peix Octave Dayen               | Georges Ronsse Joseph Demuysere                             |
| 1933      | Albert Buysse Roger De Neef           | Charles Pélissier André Leducq        | Onésime Boucheron André Mouton                              |
| 1934      | Frans Slaats Janus Braspennincx       | Paul Broccardo Marcel Guimbretière    | Antonin Magne René Le Grevès                                |
| 1935      | Charles Pélissier Antonin Magne       | Roger Lapébie André Raynaud           | Maurice Deschamps Cesare Moretti Jr.                        |
| 1936      | Jean Aerts Gustave Danneels           | Octave Dayen Willy Falck Hansen       | Charles Pélissier Antonin Magne                             |
| 1937      | Frans Slaats Kees Pellenaars          | Gustave Danneels Omer De Bruycker     | Jules Rossi Cesare Moretti Jr.                              |
| 1938      | Dirk Groenewegen Gerrit Boeyen        | Albert Buysse Albert Billiet          | Fernand Wambst Émile Diot                                   |
| 1939-1945 | Non-disputé                           |                                       |                                                             |
| 1946      | Francis Grauss Adolphe Prat           | Roger Godeau Daniel Dousset           | Émile Carrara Roger Prévotal                                |
| 1947      | Arthur Sérès Guy Lapébie              | Jacques Girard Raymond Louviot        | André Pousse Francis Grauss et Alfred Strom Reginald Arnold |
| 1948      | Émile Carrara Raymond Goussot         | Marcel Kint Rik Van Steenbergen       | Arthur Sérès Guy Lapébie                                    |
| 1949      | Jacques Girard Roger Reynes           | Robert Mignat Georges Guillier        | Émile Carrara Raymond Goussot                               |
| 1950      | Alfred Strom Reginald Arnold          | Robert Mignat Roger Queugnet          | Roger Godeau Bernard Bouvard                                |
| 1951      | Émile Carrara Guy Lapébie             | André Darrigade Dominique Forlini     | Roger Godeau Raymond Goussot                                |
| 1952      | Émile Carrara Dominique Forlini       | Roger Piel Marcel Logerot             | Roger Reynes Jean Le Nizerhy                                |
| 1953      | Constant Ockers Rik Van Steenbergen   | Jean Gueguen Attilio Redolfi          | Pierre Iacoponelli Claude Brugerolles                       |
| 1954      | Dominique Forlini Ferdinando Terruzzi | Marcel Bareth Jean Le Nizerhy         | Jacques Bellenger Paul Matteoli                             |
| 1955      | Kay Werner Nielsen Evan Klamer        | Lucien Gillen Ferdinando Terruzzi     | Miguel Poblet Guillermo Timoner                             |
| 1956      | Arsène Rijckaert Willy Lauwers        | Henri Andrieux Serge Blusson          | André Lemoine Joseph Groussard                              |
| 1957      | Reginald Arnold Ferdinando Terruzzi   | Dominique Forlini Georges Senfftleben | Willy Lauwers Willy Vannitsen                               |
| 1958      | Reginald Arnold Ferdinando Terruzzi   | Rik Van Steenbergen Emile Severeyns   | Peter Post Lucien Gillen                                    |